# طلال معلا
طلال معلا (1952 - ) هو رسام وناقد وشاعر وفنان تشكيلي سوري، من مواليد مدينةاللاذقية، خبير ومستشار ثقافي، درس تاريخ الفن المعاصر في إيطاليا، واللغة العربية وآدابها في سوريا، يقيم حالياً في مدينة الشارقة - الإمارات العربية المتحدة.

## عضوية
- يعمل مستشار تعليمي في مؤسسة الشارقة للفنون
- مستشار ثقافي، وخبير في التراث اللامادي في منظمة (اليونسكو).
- عضو في منظمة النقد الدولية (الآيكا).
- عضو في اتحاد الفنانين العالمي (الإياب).
- عضو في اتحاد الفنانين التشكيليين السوريين.
- عضو في جمعية الإمارات للفنون التشكيلية.
- منسّق ومقرر جائزة الشارقة للإبداع النقدي التشكيلي.
- مدير تنفيذي سابق لوحدة دعم وتطوير التراث الثقافي اللامادي السوري.

## جوائز
- حائز على جائزة البحث النقدي الذهبية في الفنون بينالي طهران.
- حائز على الجائزة الذهبية للأفلام القصيرة في مهرجان القاهرة التلفزيوني.

## المعارض
- معرض شخصي بعنوان "الصمت" في غاليري أكاديمية الفنون غوتنغن في ألمانيا.
- معرض شخصي في رواق الشارقة للفنون في الشارقة.
- معرض شخصي في بينالي الكتاب الإسكندرية 2005.
- معرض شخصي في جاليري الأورفلي عمان 2005.
- المعرض السنوي المقام من قبل وزارة الثقافة السورية.
- مشارك في معرض جمعية الإمارات للفنون التشكيلية.
- مشارك في معرض النادي الثقافي العربي ووزارة السياحة - لبنان 1993.
- مشارك في معرض قاعة عشتار - سوريا 1997.
- مشارك في معرض وهج - دبي 1998.
- مشارك في بينالي برنو الدولي للجرافيك - جمهورية التشيك 1998
- مشارك في معرض (فنون متبادلة) - بروكسيل 1999.
- مشارك في معرض (الشارقة - فينيسيا) في المركز الثقافي الروماني - البندقية 2001.
- مشارك في معرض (تمارين ذهنية) غاليري أتاسي - سوريا 2002.
- مشارك في معارض المركز الثقافي اليوناني - الإسكندرية 2005.
- مشارك في معرض (لوركا-عرار) غاليري زاره الأردن 2004.

## مؤلفاته
| اسم الكتاب                                                                          | دار النشر                                           | مكان النشر | سنة الطبع |
| ----------------------------------------------------------------------------------- | --------------------------------------------------- | ---------- | --------- |
| التشكيل العربي وتأصيل الهوية                                                        | دائرة الثقافة والإعلام                              | الشارقة    | 1993      |
| الفن العربي بين التغيير والإبهام : بحوث ودراسات                                     | منشورات دائرة الثقافة والاعلام                      | الشارقة    | 1995      |
| النوافذ الذهبية: قصص للاطفال                                                        | دائرة الثقافة والاعلام                              | الشارقة    | 1996      |
| في الشعرية البصرية                                                                  | دائرة الثقافة والإعلام                              | الشارقة    | 1997      |
| شكل الذاكرة                                                                         | دائرة الثقافة والإعلام                              | الشارقة    | 1997      |
| موت الماء                                                                           | مؤسسة الانتشار العربي                               | لندن       | 1998      |
| مسامرة الاولاد كي لا يناموا : اقاصيص وامثولات                                       | المجلس الأعلى للطفولة : دائرة الثقافة والإعلام      | الشارقة    | 1998      |
| أحوال الصورة                                                                        | دائرة الثقافة والاعلام                              | الشارقة    | 1999      |
| جسد:مقاربة الوهم والخيال والحلم بآليات التعبير الجسدي                               | دار سندباد للنشر ومركز الاردن الجديد للدراسات       | عمان       | 1999      |
| عزف منفرد على الطبل: نص                                                             | ورد للطباعة والنشر والتوزيع                         | دمشق       | 2000      |
| اوهام الصورة: التشكيل العربي.. الثقافة السائبة                                      | دائرة الثقافة والاعلام                              | الشارقة    | 2001      |
| العالم الضال: انحراف الرؤيا في الفنون: نصوص تشكيلية                                 | دائرة الثقافة والاعلام                              | الشارقة    | 2003      |
| الفن والعنف                                                                         | دائرة الثقافة والاعلام                              | الشارقة    | 2003      |
| المحترف الإماراتي المكان - الذاكرة - الانتماء: دراسة قي الحركة التشكيلية الإماراتية | دائرة الثقافة والإعلام                              | الشارقة    | 2003      |
| جوهرة التفاني: شاكر حسن آل سعيد                                                     | دائرة الثقافة والإعلام                              | الشارقة    | 2003      |
| مبدعون من الشام                                                                     | مؤسسة سلطان العويس الثقافية                         | دبي        | 2005      |
| الفنان عبد القادر الريس                                                             | مؤسسة سلطان العويس الثقافية                         | دبي        | 2005      |
| النقد والإبداع : وقائع الندوة الفكرية التشكيلية : الشارقة، 19-20/11/2006            | إدارة الفنون، دائرة الثقافة والإعلام، حكومة الشارقة | الشارقة    | 2006      |
| مفاتيح النور:الفنان عبد اللطيف الصمودي                                              | مؤسسة العويس الثقافية                               | دبي        | 2006      |
| الندوة التخصصية : الفنون الفطرية في التشكيل العربي                                  | دائرة الثقافة والاعلام                              | الشارقة    | 2007      |
| المؤتلف والمختلف:الانفتاح على المرئي في تجربة الإمارات                              | منشورات وزارة الثقافة والشباب وتنمية المجتمع        | أبو ظبي    | 2007      |
| المتعالق بين الخطاط والفنان                                                         | دائرة الثقافة والإعلام                              | الشارقة    | 2007      |
| تحولات الراهن:مستقبل النقد الفني في ظل انفتاح الأنساق الفكرية الإنسانية-            | دائرة الثقافة والاعلام                              | الشارقة    | 2008      |
| إحياء الذاكرة التشكيلية السورية                                                     | وزارة الثقافة                                       | دمشق       | 2008      |
| عبد الرحيم سالم                                                                     | منشورات وزارة الثقافة والشباب وتنمية المجتمع        | أبو ظبي    | 2008      |
| نجاة حسن مكي                                                                        | منشورات وزارة الثقافة والشباب وتنمية المجتمع        | أبو ظبي    | 2008      |
| المنصوص والمبصور بين الكتابة المصورة والصور المكتوبة                                | دائرة الثقافة والاعلام                              | الشارقة    | 2008      |
| الحيوية المستحدثة في تجربة الفنان أحمد معلا                                         | آرت هاوس                                            | دمشق       | 2010      |
| بؤس المعرفة في نقد الفنون البصرية العربية                                           | منشورات الهيئة العامة السورية للكتاب، وزارة الثقافة | دمشق       | 2011      |
| المدرس والكيالي                                                                     | غاليري ميم                                          | دبي        | 2013      |
| التراث الثقافي اللامادي السوري: المهارات:ج1                                         | وزارة الثقافة                                       | دمشق       | 2014      |
| جدارية نافذة على الحياة                                                             | وزارة الثقافة                                       | دمشق       | 2015      |
| لغز الفن : قراءة اختبارية في التشكيل العربي                                         | خطوط وظلال للنشر والتوزيع                           | عمان       | 2021      |
| تحولات الجسد المبدع                                                                 | خطوط وظلال للنشر والتوزيع                           | عمان       | 2021      |
| غروب الفن                                                                           | خطوط وظلال للنشر والتوزيع                           | عمان       | 2021      |
| الحرب على الفن                                                                      | خطوط وظلال للنشر والتوزيع                           | عمان       | 2022      |
| الصورة الشخصية الفن والمال                                                          | خطوط وظلال للنشر والتوزيع خطوط وظلال للنشر والتوزيع | عمان عمان  | 2022 2023 |
| الفن السوري 1950-2000 (بالالمانية والانكليزية)                                      | مؤسسة تقلا                                          | برلين      | 2023      |
| بين الظل والنور- جاسم العوضي                                                        | مركز ابو ظبي للغة العربية                           | ابو ظبي    | 2025      |
| الفنان عبد القادر عزوز                                                              | دار ممدوح عدوان للنشر والتوزيع                      | دمشق       | 2025      |
|                                                                                     |                                                     |            |           |